# 八橋 (設楽町)
八橋（やつはし）は、愛知県北設楽郡設楽町の大字。

## 地理
設楽町の東部に位置し東栄町と接する。
41の小字が設置されているが丁目は設定されていない。

### 河川
- 境川
  - タコウズ川
  - 八橋川

### 小字
| - 字アテ（あて） - 字入（いり） - 字臼置場（うすおきば） - 字大野（おおの） - 字大畑（おおはた） - 字大平（おおびら） - 字風越（かざごし） - 字クラガリ（くらがり） - 字小梨貝津（こなしがいつ） - 字コハツカ（こはつか） - 字笹原（ささはら） - 字柴戸屋（しばとや） - 字下紺屋（しもこんや） - 字下当門（しもとうもん） | - 字杉平（すぎたいら） - 字タキセ（たきせ） - 字タキノ入（たきのいり） - 字知生（ちしょう） - 字茶畑（ちゃばた） - 字トフヅラ（とふづら） - 字長久保（ながくぼ） - 字中島（なかじま） - 字中山（なかやま） - 字崩沢（なぎさわ） - 字西路（にしじ） - 字西知生（にしちしょう） - 字根道外（ねみちそと） - 字東知生（ひがしちしょう） | - 字方ノ沢（ほうのさわ） - 字細畑（ほそばた） - 字盆作り（ぼんづくり） - 字マキボラ（まきぼら） - 字的場（まとば） - 字道上（みちうえ） - 字道下（みちした） - 字向田（むかえだ） - 字向（むかえ） - 字向橋（むこうばし） - 字モチフテ（もちふて） - 字山沢（やまざわ） - 字谷合（やわせ） |

## 歴史
北設楽郡八橋村を前身とする。
1889年10月1日に田口村、清崎村、八橋村、小松村、長江村、和市村、荒尾村が合併し、田口村となる。同日、八橋村廃止。

## 交通
道路
- 愛知県道・長野県道10号設楽根羽線
  - 伊那街道

路線バス
- おでかけ北設
  - 基幹バス[4]
    - 5 - 豊根設楽線・6 - 津具線
      - 大沼（小松） - 滝瀬橋 - 西路 - 八ツ橋 - 谷合 - 大野橋 - スノ子（津具）

## その他

### 日本郵便
- 郵便番号 : 441-2311[2]（集配局：設楽郵便局[5]）。

## 参考資料
- 「角川日本地名大辞典」編纂委員会 編『角川日本地名大辞典 23 愛知県』角川書店、1989年3月8日。ISBN 4-04-001230-5。
- 有限会社平凡社地方資料センター 編『日本歴史地名体系第23巻 愛知県の地名』平凡社、1981年。ISBN 4-582-49023-9。